# Eragrostis braunii
Eragrostis braunii är en gräsart som beskrevs av Georg August Schweinfurth. Eragrostis braunii ingår i släktet kärleksgrässläktet, och familjen gräs. Inga underarter finns listade i Catalogue of Life.